# Kamal Miller
Pour les articles homonymes, voir Miller.
Kamal Miller, né le 16 mai 1997 à Scarborough en Ontario, est un joueur international canadien de soccer. Il joue au poste de défenseur aux Timbers de Portland en MLS.

## Biographie

### Parcours junior et universitaire
Natif de Scarborough, Kamal Miller fait ses débuts sportifs au Malvern SC. Il obtient son diplôme de secondaire à l'école secondaire catholique Blessed Mother Teresa de Scarborough, en Ontario en 2015. Il joue ensuite au soccer au niveau universitaire à l'Université de Syracuse, dans l'État de New York, entre 2015 et 2018. Le 28 août 2015, il participe à son premier match en tant que titulaire avec l'Orange face au Pride de Hofstra (défaite 2-1). Le 22 septembre, il inscrit son premier but face aux Bearcats de Binghamton (victoire 3-1). En 78 rencontres, il inscrit sept buts et trois passes décisives avec l'Orange de Syracuse,.
Kamal Miller continue à jouer au soccer pendant ses vacances d'été, lorsqu'il rejoint le K-W United qui évolue en PDL pendant deux saisons en 2016 et 2017,, puis à Reading United qui évolue également en PDL en 2018.

### Parcours en club

#### Débuts avec Orlando City
Le 11 janvier 2019, le Orlando City SC sélectionne Kamal Miller lors du deuxième tour (vingt-septième choix au total) du repêchage universitaire de la Major League Soccer. Le 1er mars 2019, il signe son premier contrat professionnel avec Orlando. Il fait ses débuts professionnels comme titulaire lors de la première journée de la MLS le 2 mars 2019, lors d'un match nul de 2-2 face au New York City FC. Lors de sa première saison en MLS, il dispute 16 rencontres (dont 14 en tant que titulaire).

#### Émergence avec le CF Montréal
Le 15 décembre 2020, il est réclamé par l'Austin FC au repêchage d’expansion avant d'être immédiatement transféré à l’Impact de Montréal (devenu CF Montréal). Kamal Miller joue sa première rencontre avec la formation montréalaise le 17 avril 2021 à l'occasion d'un affrontement contre le Toronto FC (victoire 4-2). Fort de solides performances, le 12 juillet 2021, il signe un nouveau contrat de deux ans puis une année en option avec la franchise montréalaise. En fin de saison, le 4 novembre, il inscrit son premier but pour le CF Montréal dans une victoire 2-0 face au Dynamo de Houston.
Kamal Miller poursuit sa progression lors de la saison 2022 et se voit être nommé par le commissaire de la MLS Don Garber (en) pour participer au match des étoiles de la Major League Soccer. Titularisé face à une sélection des meilleurs joueurs de Liga MX, il cède sa place à Aaron Long à la mi-temps d'une rencontre qui est remportée 2-1 par l'équipe de MLS. Au terme de l'exercice 2022, il est sélectionné par John Herdman pour participer à la Coupe du monde 2022.
Pour sa troisième saison à Montréal, Kamal Miller devient un vétéran de son équipe et les résultats très décevants obtenus en mars et avril 2023 amènent leur lot de critiques envers la ligne défensive montréalaise,.

#### Nouvelle étape à l'Inter Miami
En difficulté avec le CF Montréal en début de saison 2023, le 12 avril de la même année, Kamal Miller est échangé avec 1,3 million de dollars en allocation monétaire à l'Inter Miami en contrepartie de Bryce Duke (en) et Ariel Lassiter (en),.

### Parcours en sélection
En février 2017, Kamal Miller participe au championnat de la CONCACAF des moins de 20 ans avec l'équipe du Canada des moins de 20 ans. Lors de ce tournoi, il dispute une seule rencontre.
Le 18 mars 2019, Kamal Miller est convoqué pour la première fois en équipe du Canada par le sélectionneur national John Herdman, pour un match des éliminatoires de la Gold Cup 2019 contre la Guyane mais n'entre pas en jeu. Puis, le 30 mai 2019, il fait partie des 23 appelés par le sélectionneur national John Herdman pour la Gold Cup 2019. Lors de la Gold Cup, il honore sa première sélection avec le Canada contre Cuba le 23 juin. Lors de ce match, il entre à la 61e minute de la rencontre, à la place de Doneil Henry. La rencontre se solde par une victoire de 7-0 des Canadiens. Lors de ce tournoi, il dispute une seule rencontre. Le Canada s'incline en quart de finale face à Haïti.
Le 7 septembre 2019, il dispute sa première rencontre titulaire en sélection contre Cuba en Ligue des nations de la CONCACAF. Le match se solde par une victoire 6-0 des Canadiens.
Le 1er juillet 2021, il est retenu dans la liste des vingt-trois joueurs canadiens sélectionnés par John Herdman pour disputer la Gold Cup 2021,.
Le 13 novembre 2022, il est sélectionné par John Herdman pour participer à la Coupe du monde 2022.

## Statistiques

### Statistiques en club
| Saison                | Club                  | Championnat           | Championnat | Championnat | Championnat | Coupe(s) nationale(s) | Coupe(s) nationale(s) | Coupe(s) nationale(s) | Compétition(s) continentale(s) | Compétition(s) continentale(s) | Compétition(s) continentale(s) | Compétition(s) continentale(s) | Séries | Séries | Séries | Canada | Canada | Canada | Total | Total | Total |
| Saison                | Club                  | Division              | M.          | B.          | P.d.        | M.                    | B.                    | P.d.                  | Comp.                          | M.                             | B.                             | P.d.                           | M.     | B.     | P.d.   | M.     | B.     | P.d.   | M.    | B.    | P.d.  |
| 2019                  | Orlando City          | MLS                   | 16          | 0           | 0           | 0                     | 0                     | 0                     | -                              | -                              | -                              | -                              | -      | -      | -      | 3      | 0      | 0      | 19    | 0     | 0     |
| 2020                  | Orlando City          | MLS                   | 12          | 0           | 0           | -                     | -                     | -                     | -                              | -                              | -                              | -                              | 2      | 0      | 0      | 2      | 0      | 0      | 16    | 0     | 0     |
| Sous-total            | Sous-total            | Sous-total            | 28          | 0           | 0           | 0                     | 0                     | 0                     | -                              | -                              | -                              | -                              | 2      | 0      | 0      | 5      | 0      | 0      | 35    | 0     | 0     |
| 2021                  | CF Montréal           | MLS                   | 27          | 1           | 1           | 2                     | 0                     | 0                     | -                              | -                              | -                              | -                              | -      | -      | -      | 13     | 0      | 0      | 42    | 1     | 1     |
| 2022                  | CF Montréal           | MLS                   | 27          | 2           | 3           | 0                     | 0                     | 0                     | LCC                            | 4                              | 0                              | 0                              | 2      | 0      | 0      | 14     | 0      | 2      | 47    | 2     | 5     |
| 2023                  | CF Montréal           | MLS                   | 6           | 0           | 0           | -                     | -                     | -                     | -                              | -                              | -                              | -                              | -      | -      | -      | -      | -      | -      | 6     | 0     | 0     |
| Sous-total            | Sous-total            | Sous-total            | 60          | 3           | 4           | 2                     | 0                     | 0                     | -                              | 4                              | 0                              | 0                              | 2      | 0      | 0      | 27     | 0      | 2      | 95    | 3     | 6     |
| 2023                  | Inter Miami           | MLS                   | 22          | 0           | 0           | 6                     | 0                     | 0                     | LC                             | 7                              | 0                              | 0                              | -      | -      | -      | 9      | 0      | 1      | 44    | 0     | 1     |
| 2024                  | Timbers de Portland   | MLS                   | 23          | 0           | 0           | -                     | -                     | -                     | LC                             | 2                              | 0                              | 0                              | 1      | 0      | 0      | 6      | 0      | 1      | 32    | 0     | 1     |
| 2025                  | Timbers de Portland   | MLS                   | 15          | 0           | 0           | 1                     | 0                     | 0                     | -                              | -                              | -                              | -                              | -      | -      | -      | 2      | 0      | 0      | 18    | 0     | 0     |
| Sous-total            | Sous-total            | Sous-total            | 38          | 0           | 0           | 1                     | 0                     | 0                     | -                              | 2                              | 0                              | 0                              | 1      | 0      | 0      | 8      | 0      | 1      | 50    | 0     | 1     |
| Total sur la carrière | Total sur la carrière | Total sur la carrière | 148         | 3           | 3           | 9                     | 0                     | 0                     | -                              | 13                             | 0                              | 0                              | 5      | 0      | 0      | 49     | 0      | 4      | 224   | 3     | 7     |

## Palmarès
CF Montréal
- Vainqueur du Championnat canadien en 2021.

 Inter Miami CF
- Vainqueur de la Leagues Cup en 2023.
- Finaliste de la U.S. Open Cup en 2023.